# Engine Alliance GP7200
O Engine Alliance GP7200 da Engine Alliance, um joint venture da General Electric (GE Aviation) e da Pratt & Whitney, é um motor a jato turbofan e a 2ª opção de motores para a aeronave Airbus A380.
O motor é o concorrente da inglesa Rolls-Royce, que fabrica o modelo RR Trent 900.
O Motor GP7200 têm como característica a mistura de dois motores originando um só. O sistema de alta pressão vem do motor do 777-300ER, GE90-115B e o sistema de baixa pressão e fan vêm do motor do 777-200ER, PW4090.
A Airbus recomenda que os seus clientes utilizem motores Rolls-Royce pelo facto de consumirem cerca de 2% menos de combustível, porém os PW4040 são bem mais potentes do que o motor inglês.
Até hoje, foram entregues apenas poucas aeronaves A380 (Singapore Airlines, Emirates Airlines, Qantas, Air France, Lufthansa, Korean Air ).